# Гюнар, Недим
Недим Гюнар (тур. Nedim Günar, 1 января 1932, Бандырма, Балыкесир, Турция — 7 сентября 2011, Стамбул, Турция) — турецкий футболист, игравший на позиции защитника. Выступал за клубы «Фенербахче» и «Вефа», а также национальную сборную Турции. По завершении игровой карьеры работал тренером. Возглавлял стамбульский клуб «Фенербахче», а также «Ризеспор» из города Ризе.

## Клубная карьера
Во взрослом футболе дебютировал в 1948 году выступлениями за команду клуба «Фенербахче», в которой провёл тринадцать сезонов, приняв участие в 146 матчах чемпионата, в которых защитнику удалось отличиться одним забитым мячом. За время выступлений успел дважды стать чемпионом страны: в сезонах 1959 и 1960/61.
В течение 1961—1962 годов защищал цвета команды стамбульского клуба «Вефа». За сезон провёл 22 матча, а также отметился одним точным ударом.
Завершил профессиональную игровую карьеру в клубе «Фенербахче», в составе которого уже выступал ранее. После перерыва на один сезон вернулся в команду в 1962 году и защищал её цвета до прекращения выступлений на профессиональном уровне в 1963 году. За последний сезон провёл три матча в чемпионате.

## Выступления за сборную
В 1954 году дебютировал в официальных матчах в составе национальной сборной Турции. В течение карьеры в национальной команде, которая длилась два года, провёл в форме главной команды страны два матча.
В составе сборной был участником чемпионата мира 1954 года в Швейцарии. Был в заявках на матчах с Южной Кореей (победа со счётом 7:0) и Германией (поражение со счётом 7:2; матч плей-офф за выход из группы, по тогдашней системе в группе, играли только сеяные сборные против несеяных, несеянная Германия выиграла у сеяной Турции первый матч и проиграла Венгрии, Турция свой матч против несеянная Южной Кореи выиграла; поскольку в Германии и Турции было одинаковое количество очков, между ними был проведён матч плей-офф).

## Карьера тренера
Начал тренерскую карьеру, вернувшись к футболу после длительного перерыва, в 1976 году, возглавив тренерский штаб клуба «Фенербахче».
Последним местом тренерской работы был клуб «Ризеспор», главным тренером команды которого Недим Гюнар был в течение 1986 года.
Умер 7 сентября 2011 года на 80-м году жизни в городе Стамбул.